# Ottaviano Raggi
Ottaviano Raggi (Genova, 31 dicembre 1592 – Roma, 31 dicembre 1643) è stato un cardinale e vescovo cattolico italiano.

## Biografia
Nacque a Genova il 31 dicembre 1592, figlio di Giacomo, senatore della Repubblica dal 20 novembre 1625, e di Girolama di Negro. Dopo aver conseguito la laurea in utroque iure e essersi trasferito a Roma presso la Curia pontificia, il 19 novembre 1617 fu nominato protonotario apostolico e due anni più tardi referendario della Segnatura di grazia e della Segnatura di giustizia.
Papa Urbano VIII lo elevò al rango di cardinale nel concistoro del 16 dicembre 1641.
Morì a Roma il 31 dicembre 1643, il giorno del suo 51º compleanno.

## Genealogia episcopale
La genealogia episcopale è:
- Cardinale Scipione Rebiba
- Cardinale Giulio Antonio Santori
- Cardinale Girolamo Bernerio, O.P.
- Cardinale Michele Bonelli
- Vescovo Marcello Crescenzi
- Patriarca Domenico de' Marini
- Cardinale Giovanni Domenico Spinola
- Cardinale Ottaviano Raggi